# ヘバーデン結節

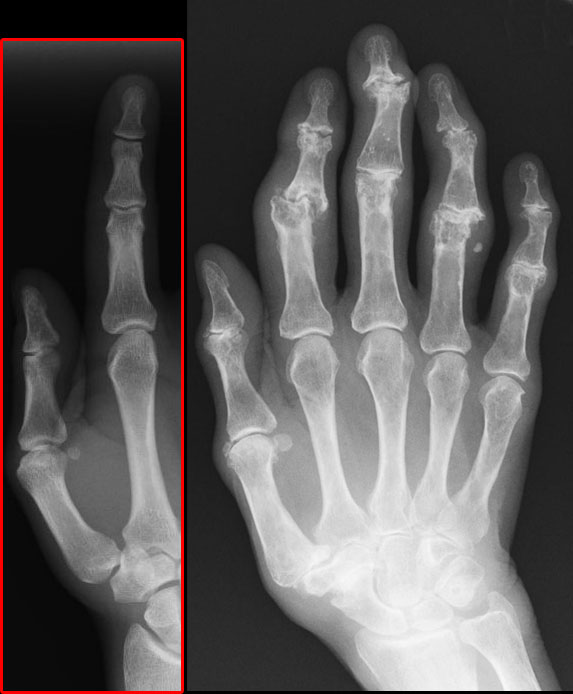
赤枠は正常な骨のX線撮影。右側の写真の第一関節部の異常がヘバーデン結節。第二関節部の異常がブシャール結節

ヘバーデン結節（ヘバーデンけっせつ、英: Heberden's node）とは、遠位指節間関節（DIP関節、指先に最も近い、いわゆる第1関節）に生じる、硬性または骨性の腫脹である。変形性関節症であり、関節部の反復性外傷によって関節の軟骨に骨棘が形成されることで引き起こされる。
ヘバーデン結節は典型的には中年期に発症し、関節の慢性的な腫れか、または痛みを伴う突然の発赤、痺れと巧緻性の喪失のいずれかによって始まる。この初期の炎症と痛みは最終的には落ち着き、しばしば指先の横方向への変形を伴う骨増生（bony outgrowth）が患者には残される。近位指節間関節（PIP関節、いわゆる第2関節）における類似した骨性成長であるブシャール結節が生じていることもあり、これもまた変形性関節症と関係している。
ヘバーデン結節は男性よりも女性に多く、女性ホルモンの低下が影響するとされる。親指には見られない。リウマチと考えて来院する場合があるが、血液検査でリウマチ因子は確認されない。症状の素因に関与する遺伝的要素があるようである。 
ヘバーデン結節の名称はウィリアム・ヘバーデン（1710–1801）からとられた。